# Lhota, Přerov
Lhota là một làng thuộc huyện Přerov, vùng Olomoucký, Cộng hòa Séc.